# Roads to Vegas
Roads to Vegas («Дороги в Вегас») — двадцать первая серия одиннадцатого сезона мультсериала «Гриффины». Премьерный показ состоялся 19 мая 2013 года на канале FOX.

## Сюжет
В Куахоге во время гей-парада Брайан выигрывает билеты на концерт Селин Дион в Лас-Вегасе. Он готовится к поездке, но Стьюи предлагает испытать свой новый телепорт, который должен мигом доставить их в Вегас. Однако телепорт не отправляет их в пункт назначения и Стьюи решает, что устройство не работает. На самом деле телепорт создал копии Брайана и Стьюи, которые были перенесены в Лас-Вегас. Копии героев уже снимают номер в отеле и выиграют джекпот. Когда прилетают реальные Брайан и Стьюи, они узнают, что их номер уже занят, и тогда им приходится поселиться в самой худшей комнате отеля. В то время, как "богатые" Брайан и Стьюи наслаждаются отдыхом, "реальные" персонажи вынуждены взять деньги у ростовщика. Проиграв все деньги, "реальным" героям остается только покончить с собой, но и у "богатых" двойников не все так хорошо - под угрозой смерти разъяренный ростовщик застреливает "богатого" Стьюи.
"Богатый" Брайан и "реальный" Стьюи встречаются вместе и понимают, что с ними произошло. Оказывается, "реальный" Брайан выбросился из окна, в то время, как "реальный" Стьюи побоялся этого делать.
В целости и сохранности Брайан и Стьюи отправляются домой. В конце фильма присутствует врезка, в которой другая пара Брайана и Стьюи встречается на небесах

## Рейтинги
- Рейтинг эпизода составил 2.6 среди возрастной группы 18-49 лет.
- Серию посмотрело порядка 5.28 миллиона человек.
- Серия стала самой просматриваемой в ту ночь «Animation Domination» на FOX, победив по количеству просмотров новые серии «Симпсонов», «Шоу Кливленда» и «Американского Папаши!».[1]

## Интересные факты
- Этот эпизод — седьмой, посвящённый совместным путешествиям Стьюи и Брайана. Первые шесть — Road to Rhode Island, Road to Europe, Road to Rupert, Road to Germany, Road to the Multiverse и Road to the North Pole .Все эти названия являются пародиями на серию из семи комедийных фильмов «Дорога на …» (1940 — 1962) с участием Боба Хоупа и Бинга Кросби.